# Rubus cyrenaicae
Rubus cyrenaicae är en rosväxtart som beskrevs av J. Hruby. Rubus cyrenaicae ingår i släktet rubusar, och familjen rosväxter. Inga underarter finns listade i Catalogue of Life.